# メイラ・ヌルミ
メイラ・ヌルミ（Maila Nurmi,  1922年12月11日 - 2008年1月10日）は、アメリカ合衆国の女優である。怪奇女優「ヴァンパイラ」の芸名での活動で知られている。

## 来歴
1922年、フィンランドのペツァモ州に生まれる。2歳の時に家族と共にアメリカへ移り住み、アシュタビューラで育った。後にオレゴン州へ移り、同州のアストリアにある高校へ進学した。モデルとしての活動を経て、ロサンゼルスへ渡り、1947年にノークレジットながら『If Winter Comes』で映画デビューを飾った。後にブロードウェイなどの舞台にも立ち、女優としてのキャリアを積んでいく。

### ヴァンパイラ
1953年に振付師であるレスター・ホートンによる仮面舞踏会に『アダムスのお化け一家』のメインキャラクターであるモーティシア・アダムスから着想を得たタイトな黒のドレスと黒の長髪で着飾った衣装で参加したところ、テレビプロデューサーの目に留まり、ホラー映画のテレビ放映時のホスト役に抜擢されて「ヴァンパイラ」というキャラクターが生まれた。1954年に彼女がメインの『ヴァンパイラ・ショー』が放映され、その後もヴァンパイラという芸名で数々のテレビ番組へ出演を果たした。
彼女が出演していたテレビ番組がアメリカ史上最低の映画監督として知られるエド・ウッドの目に留まり、1959年にウッドが監督したSF映画『プラン9・フロム・アウタースペース』にヴァンパイラ名義で出演。独特な雰囲気のヴァンパイア・ガールを演じて印象を残した。1994年にはティム・バートンが監督でエド・ウッドの監督人生を描いた伝記映画『エド・ウッド』が製作され、ヴァンパイラ役を当時のバートンの恋人だった女優でモデルのリサ・マリーが演じている。

### 死去
2008年1月10日、老衰のためロサンゼルスにある自宅で死去。85歳だった。

## 出演作品

### 映画
- If Winter Comes (1947)
- 洋上のロマンス Romance on the High Seas (1948)
- Too Much, Too Soon (1958)
- 悪いやつ The Beat Generation (1959)
- プラン9・フロム・アウタースペース Plan 9 from Outer Space (1959)
- 私刑（リンチ）街 The Big Operator (1959)
- I Passed for White (1960)
- Sex Kittens Go to College (1960)
- 魔法の剣 The Magic Sword (1962)
- Population: 1 (1986)
- クレイジー・ナッツ 早く起きてよ I Woke Up Early the Day I Died (1998)

### テレビ番組
- レッド・スケルトン・ショー The Red Skelton Show (1954) ※ヴァンパイラ名義
- ヴァンパイラ・ショー The Vampira Show (1954)
- ヴァンパイラ Vampira (1956)
- ヴァンパイラ・リターンズ Vampira Returns (1956)
- プレイハウス90 Playhouse 90 (1957)
- ホラー・カンフー・シアター Horror Kung-Fu Theatre (1995)